# Woestijnoehoe
De woestijnoehoe (Bubo ascalaphus) is een oehoe uit de familie Strigidae.

## Verspreiding en leefgebied
Deze soort komt voor van noordwestelijk Afrika tot het Arabisch Schiereiland.